# Jeffersonville, Ohio
Jeffersonville là một làng thuộc quận Fayette, tiểu bang Ohio, Hoa Kỳ. Năm 2010, dân số của làng này là 1203 người.

## Dân số
- Dân số năm 2000: 1288 người.
- Dân số năm 2010: 1203 người.